# Nochascypha
Nochascypha là một chi nấm trong họ Marasmiaceae. Chi này chứa 6 loài được tìm thấy ở Nam Mỹ.